# حاسی خبی
حاسی خبی یک منطقهٔ مسکونی در الجزایر است که در ام عسل واقع شده‌است. حاسی خبی ۵۵۱ متر بالاتر از سطح دریا واقع شده‌است.